# Episodi di Squadra Speciale Vienna (quinta stagione)
La quinta stagione della serie televisiva Squadra Speciale Vienna è stata trasmessa in anteprima in Austria dalla ORF tra il 13 ottobre 2009 e il 19 gennaio 2010.
| nº | Titolo originale     | Titolo italiano | Prima TV Austria | Prima TV Italia |
| -- | -------------------- | --------------- | ---------------- | --------------- |
| 1  | Die grauen Männer    |                 | 13 ottobre 2009  |                 |
| 2  | Tödliche Worte       |                 | 23 ottobre 2009  |                 |
| 3  | Bruderliebe          |                 | 27 ottobre 2009  |                 |
| 4  | Opfer ohne Namen     |                 | 3 novembre 2009  |                 |
| 5  | Nachtfalken          |                 | 10 novembre 2009 |                 |
| 6  | Preis der Schönheit  |                 | 17 novembre 2009 |                 |
| 7  | Sein und Schein      |                 | 24 novembre 2009 |                 |
| 8  | Gefallene Engel      |                 | 1º dicembre 2009 |                 |
| 9  | Böser Zauber         |                 | 8 dicembre 2009  |                 |
| 10 | Blindspuren          |                 | 15 dicembre 2009 |                 |
| 11 | Alte Bekannte        |                 | 29 dicembre 2009 |                 |
| 12 | Die Akte Schweikhart |                 | 5 gennaio 2010   |                 |
| 13 | Gegen den Strom      |                 | 12 gennaio 2010  |                 |
| 14 | Rot wie Blut         |                 | 22 gennaio 2010  |                 |
| 15 | Auf Leben und Tod    |                 | 19 gennaio 2010  |                 |